# Fabiana bryoides
Fabiana bryoides ist eine Pflanzenart aus der Gattung Fabiana in der Familie der Nachtschattengewächse (Solanaceae).

## Beschreibung
Fabiana bryoides ist ein niedrig wachsender Strauch mit einer Höhe von etwa 50 cm. Die Zweige entspringen oftmals nahe unter den Knoten und sind mit Kurztrieben besetzt, an denen die schuppenförmigen, verkahlenden Laubblätter als Rosetten stehen.
Die Blüten stehen einzeln an der Spitze der Kurztriebe. Sie sind aufsitzend, der Kelch ist 2,5 bis 3,4 mm lang, davon nimmt die urnenförmige Kelchröhre 1,6 bis 2,1 mm ein, die dreieckigen Kelchzipfel 0,9 bis 1,3 mm. Die Krone ist trichterförmig und wird 9 bis 11,5 mm lang. Die Kronröhre ist in der unteren Hälfte stark verschmälert. Die Staubbeutel sind mit 0,5 bis 0,7 mm sehr klein und beinahe so lang wie breit. Die Theken stehen auseinander. Die Narbe ist halbkreisförmig und kaum eingeschnitten.
Die Frucht ist eine kleine Kapsel, die etwa 3,5 mm groß wird. Die Samen sind 0,6 bis 1 × 0,5 bis 0,7 × 0,2 mm groß.

## Verbreitung
Die Art kommt in Bolivien im Departamento Potosí, in den chilenischen Regionen Antofagasta, Atacama und Coquimbo und im Nordwesten Argentiniens in den Provinzen Jujuy, Salta und Catamarca vor. Sie wächst in Höhenlagen zwischen 3200 und 4900 m.